# Estanislau Tomàs Morera
Estanislau Tomàs i Morera (Barcelona, 16 de agosto de 1924– Barcelona, 8 de octubre de 2014). Ingeniero industrial, investigador y destacado profesor de la Escuela Técnica Superior de Ingeniería Industrial de Barcelona. Fue el primer presidente de la Sociedad Catalana de Tecnología del Instituto de Estudios Catalanes (en catalán, Institut d’Estudis Catalans).

## Trayectoria académica y profesional
Nacido en el seno de una familia acomodada, Estanislau Tomàs cursó estudios de Ingeniería Industrial en la antigua Escuela Especial de Ingenieros Industriales de Barcelona graduándose en 1954. Dos años más tarde ingresó en la firma barcelonesa Trenzas y Cables de Acero S.A. (TYCSA) como jefe de producción y responsable a cargo del laboratorio de control de calidad. En el transcurso de su etapa profesional en TYCSA se especializó en los ámbitos del trefilado y las propiedades del acero, tema sobre el cual versaron sus estudios de doctorado que compaginó con su trabajo.
Obtenido el doctorado en 1966, Estanislau Tomàs ingresó en la Escuela Técnica Superior de Ingenieros Industriales de Barcelona (ETSEIB) como profesor adjunto y responsable a cargo de los Laboratorios de Metalurgia y Siderurgia, desde donde llevó a cabo estudios sobre metalografía que le llevaron a participar en diversos congresos y seminarios a escala nacional e internacional. Algunas de sus participaciones más destacadas fueron en el XII Congreso de la Federación Europea de la Manutención (Barcelona, 1968), durante el cual ostentó el cargo de Secretario del Comité Nacional Español de la Sección III (Teleféricos),,el Curso Internacional sobre la protección de la corrosión organitzado en Barcelona por el DECHEMA-Forschungsinstitut de Frankfurt (1972), el Symposium on application of metal and non-metal materials in engeneering (Varna, 1973) o la quinta Asamblea General del Centro Nacional de Investigaciones Metalúrgicas (Madrid, 1981). Paralelamente a su colaboración en la l’ETSEIB, también ejerció como profesor en la Escuela de Mandos Intermedios de Barcelona, además de ser miembro del Comité Directivo y presidente de la Junta de Gobierno entre 1969 i 1976. Así mismo, también formó parte de varios tribunales de concursos-oposición a personal miembro de cuerpos docentes universitarios y formó parte de cuerpos docentes formados para impartir cursos especializados organizados por distintas entidades.
Posteriormente, en 1983 obtuvo el puesto de profesor titular de Siderurgia de la ETSEIB, posición que le permitió emprender diversos proyectos de investigación entre los que sobresalieron Estudi de les estructures dels acers per mitjà del microscopi electrònic (1984) o Resistència a la fatiga de les unions soldades d’aliatges d’alumini laminat (1986). Al final de su carrera en la escuela, su dilatada experiencia profesional, estudios y contribuciones le permitieron ser nombrado presidente de la Comisión Constituyente del Departamento de Ciencia de los Materiales e Ingeniería Metalúrgica de la ETSEIB entre 1987 y 1988, hecho por el cual le fue concedido el título de Profesor Honorífico de dicho departamento universitario en 1989, año en que se jubiló.

## La Sociedad Catalana de Tecnología y los estudios sobre la forja catalana
Presidente de la antigua Sección de Ingeniería de la Sociedad de Ciencias Físicas, Químicas y Matemáticas del Instituto de Estudios Catalanes, en 1986 Estanislau Tomás fue nombrado presidente de la entonces recién fundada Sociedad Catalana de Tecnología (en catalán, Societat Catalana de Tencologia), cargo que ocupó hasta el año 2007.
Su nombramiento como presidente de la Sociedad Catalana de Tecnología supuso un punto de inflexión en su carrera, pues fue distanciándose paulatinamente de su trayectoria académica original para centrarse en sus nuevas responsabilidades profesionales y su verdadera pasión, la Arqueometría y la Historia de la ciencia, a las que se dedicó a tiempo completo después de jubilarse.
Entre 1989 y 1990, junto con la doctora ingeniera industrial Júlia Simón i Arias, Estanislau Tomàs inició sus extensas investigaciones sobre la forja catalana a través de la constitución del Grup de Treball sobre la Farga Catalana, un grupo de investigación creado al amparo de la Sociedad Catalana de Tecnología y con el apoyo del Museo de la Ciencia y de la Técnica de Cataluña. Desde esta plataforma de trabajo, se impulsaron diversos proyectos de investigación y divulgación científica, destacando por encima de todos la organización del Simposio Internacional sobre la Farga Catalana (Ripoll, 1993), que contó con la participación de reputados científicos e investigadores como Arne Espelund, Radomir Pleiner, Claude Domergue o Facundo Rolf Morral.
El éxito del simposio y la labor impulsada desde el Grup de treball sobre la Farga Catalana lo motivó a ampliar el abasto de sus proyectos y, junto a otros científicos, Estanislau Tomás fue el principal impulsor de la Xarxa Temàtica L’home i el ferro a Catalunya, una infraestructura de trabajo constituida por grupos de investigación de la ETSEIB, el Consejo Superior de Investigaciones Científicas (CSIC), la Universidad de Barcelona y miembros de la Sociedad Catalana de Tecnología. Esta organización emprendió estudios geológicos, paisajísticos y siderúrgicos con el objetivo de ampliar las investigaciones sobre el procedimiento de la farga catalana y la historia de la metalurgia en Cataluña, además de reunir los recursos necesarios para la creación de un centro de interpretación sobre los procedimientos metalúrgicos preindustriales en la antigua Vallferrera, en el Pirineo leridano.
Por otra parte, dentro de sus actividades como miembro de la Xarxa Temática, además de participar en numerosas jornadas y conferencias, Estanislau Tomàs llevó a cabo investigaciones propias sobre los procedimientos técnicos del método de la farga catalana y un detallado estudio sobre su expansión por América.
En conclusión, su labor académica en el campo de la historia de la metalurgia y del procedimiento de la farga catalana representó una contribución importante para la recuperación y divulgación de una parte destacada de la Historia de Cataluña, hasta entonces prácticamente olvidada.

## Fondo documental
Entre el mes de mayo de 2015 y el mes de abril de 2017 el fondo personal de Estanislau Tomàs i Morera, hasta entonces conservado en su antigua residencia, fue legado por sus hijos al Archivo del Instituto de Estudios Catalanes. Entre los meses de febrero y junio de 2017 el fondo fue tratado, descrito e inventariado para disponerlo al acceso de todos aquellos usuarios interesados. 
El fondo está formado por documentación producida y reunida por Estanislau Tomás en el transcurso de sus actividades académicas, profesionales y, en menor medida, personales. De todo el conjunto documental destaca, por un lado, la documentación relativa a su intensa actividad profesional como profesor de la ETSEIB y, por el otro, aquella relacionada con su labor académica como presidente de la Sociedad Catalana de Tecnología y miembro de los grupos de investigación dedicados al estudio de la metalurgia antigua y el procedimiento de la farga catalana.
Complementariamente, el fondo también incluye una notable colección fotográfica sobre sus viajes y excursiones científicas por Cataluña, Euskadi, Andorra, el Pirineo francés y diversos puntos de Europa, además de una pequeña biblioteca personal dedicada a la Arqueometria y a la Historia de Cataluña.